# Рулет
Це стаття про м'ясний рулет. Її не слід плутати з кондитерськими рулетами.

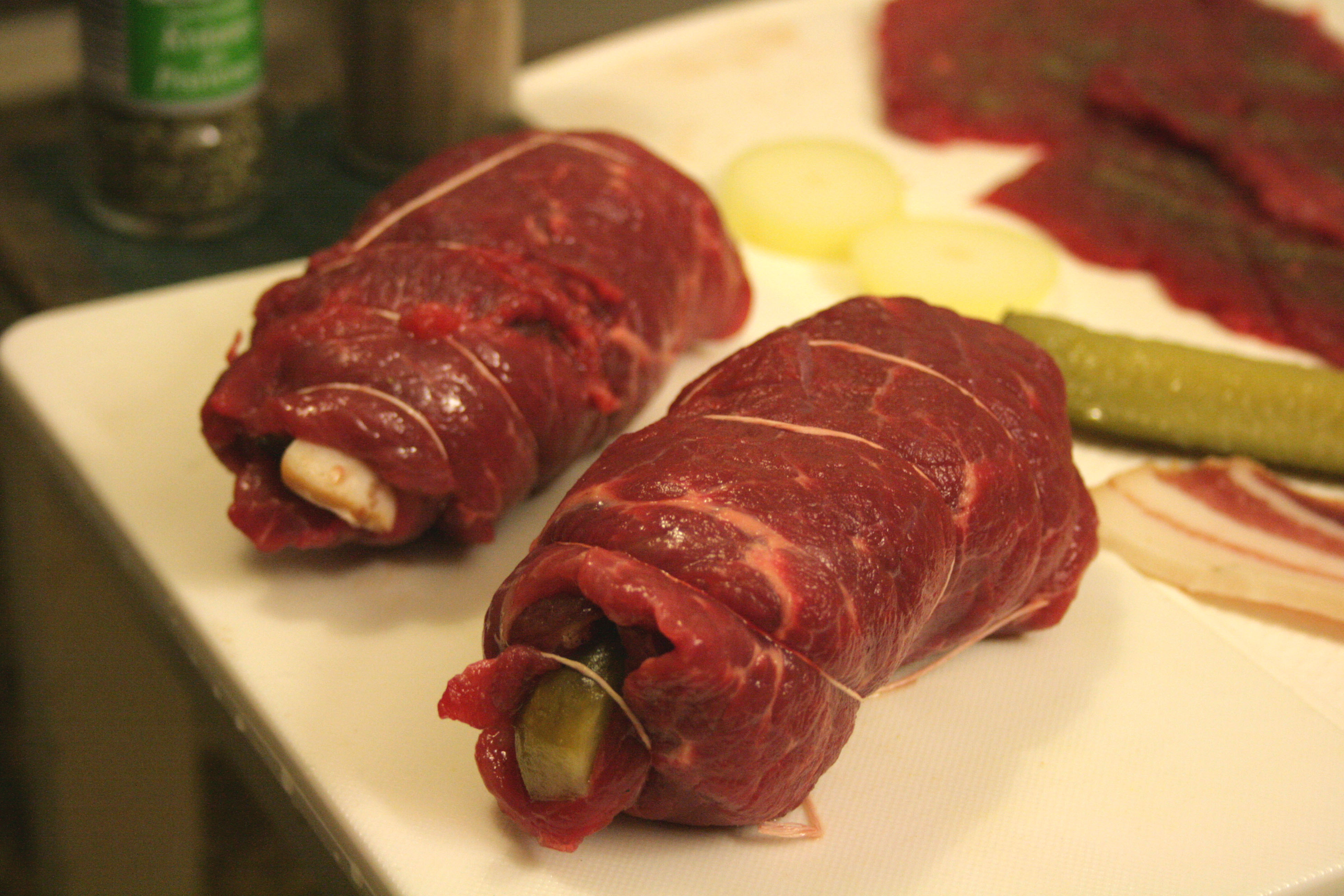
Рулет перед обсмаженням

Рулет (фр. roulade від фр. rouler «згорнути») — західноєвропейська, переважно німецька страва, як правило, складається зі шматочка м'яса в яке загорнута начинка: гриби, сир, овочі, яйця, зелень, м'ясо іншого сорту і навіть крабове м'ясо. Такий рулет зазвичай скріплюють зубочистками, металевими шпажками або шпагатом.

## Приготування
Рулет, як і інші тушковані страви, спочатку обсмажують і після тушкують у бульйоні або вині, потім нарізають поперек і сервірують, поливаючи м'ясним соусом. Іноді рулети готують з рубаного м'яса.
Так само рулет запікають у духовці, поливаючи соком, що виділяється.
У деяких рецептах м'ясо для рулету відбивають спеціальним дерев'яним або металевим відбивним молотком.
В українській кухні рулетами називаються і справжні рулети, і кондитерські рулети (тістечка типу рулад та штруделів).